# 竹村 (岡山県)
竹村（たけむら）は、岡山県浅口郡にあった村。現在の浅口市の一部にあたる。

## 地理
里見川の左岸に位置し、中央を竹川が南流していた。

## 歴史
- 1889年（明治22年）6月1日、町村制の施行により、浅口郡上竹村、下竹村、八重村が合併して村制施行し、竹村が発足[1][2]。旧村名を継承した上竹、下竹、八重の3大字を編成[2]。
- 1905年（明治38年）4月1日、浅口郡占見村、吉備村と合併し三和村を新設して廃止された[1][2]。合併後、三和村大字上竹・下竹・八重となる[2]。

### 地名の由来
古代日本武尊の御名代で武部と称され、のち武といわれ、竹に転訛したものであろう。

## 産業
- 農業[2]

## 教育
- 1891年（明治24年）上竹小学校、活然小学校が合併し竹尋常小学校設立[2]。